# Henri Mouhot
Alexandre Henri Mouhot, né à Montbéliard (Doubs) le 15 mai 1826 et mort à Ban Phanom, près de Luang Prabang (royaume de Luang Prabang) le 10 novembre 1861, est un naturaliste, botaniste, entomologiste et explorateur français de l'Asie du Sud-Est.
Grâce à ses expéditions, ses carnets, ses collections, et ses dessins, on doit à Henri Mouhot d'avoir fait découvrir à l'Europe les vestiges de l'architecture khmère et particulièrement le temple d'Angkor.
Henri Mouhot est considéré comme étant un des explorateurs pionniers en Indo-Chine. Il ouvre la voie aux futures explorations en Indo-Chine qui permettront de grands chantiers de restauration des temples, notamment à Angkor qui seront orchestrés par l'École française d'Extrême-Orient qui enverra des personnalités de premier plan telles entre autres, Louis Finot, Henri Marchal, Henri Parmentier et bien d'autres.
Henri Mouhot meurt du paludisme et de la fièvre jaune le 10 novembre 1861 à l'âge de 35 ans, en pleine expédition, au bord de la rivière Nam Khan dans un village situé près de Luang Prabang au Laos où demeure sa sépulture.

## Biographie

### Jeunesse
Henri Mouhot est né le 15 mai 1826 en Franche-Comté dans une famille protestante, et on peut noter, ici, une coïncidence, car c'est dans cette même ville de Montbéliard dans le Doubs qu'un autre naturaliste illustre Georges Cuvier voit le jour (nom de naissance : Jean Léopold Nicolas Frédéric Cuvier) (1769-1832).
Son père, Jean Henri Mouhot est ouvrier horloger (monteur de boîtes), par la suite, il devient, receveur d'octroi. Sa mère Suzanne Marguerite Jacot est institutrice. La famille se compose de son frère, Charles puis de deux plus jeunes sœurs Adèle et Louise Émilie, qui décèdent rapidement. Henri Mouhot est très proche de son frère Charles de deux ans son cadet. De plus, en 1833, Henri et Charles Mouhot perdent leur mère, institutrice, respectivement à l’âge de neuf et sept ans. Ils grandissent au pied du Château de Montbéliard la maison de famille est localisée au 6 rue du Château à Montbéliard. 
Son père se remarie avec une jeune femme Joséphine Gravier âgée de 29 ans originaire de Mathay.
En 1837, Henri Mouhot entre au collège Cuvier de Montbéliard en classe de sixième en tant qu'externe, où il effectue une scolarité classique jusqu'en juin 1844, il y décroche un prix d'orthographe et de narration.

#### Premiers voyages
En 1844, à l'âge de dix-huit ans, Henri Mouhot part enseigner le français à l'école militaire de Saint-Pétersbourg, au Corps des cadets de Voronej en Russie à Voronej sur le Don. Mais le déclenchement de la guerre de Crimée (1853-1856) le ramène en France.
Les deux frères, Henri et Charles attirés par les voyages et l'Art de la photographie qui émerge tout juste, partent en Hollande où ils prennent des photos à l'aide d'un daguerréotype. Ensuite, tous deux parcourent l'Europe et visitent l'Italie et l'Allemagne, puis l'Angleterre. Ils rencontrent les petites-nièces de l'explorateur écossais Mungo Park . Henri épouse Ann Park à Londres, tandis que Charles épouse « Jenny », Jane Elisabeth Park sœur d'Ann, dans l'église St Mary, Haggerston (en). Puis, ils s'établissent en 1856 dans l'île de Jersey.
Durant cette période, Henri Mouhot affine ses connaissances en sciences naturelles et tout spécialement en ornithologie et en conchyliologie.

### l'Indo-chine
En France, on commence à se passionner pour l'Asie et particulièrement l’Indo-Chine, (rédigés ainsi sur les cartes par les géographes de l’époque avec deux mots composés). C'est plutôt vers la Cochinchine que sont établis les premiers comptoirs français (1859, prise de Saïgon). 
Mouhot s'oriente, dès lors, vers l’Asie du Sud-est pour y développer son goût de l’aventure. Il propose alors ses services à plusieurs sociétés savantes en France qui l’éconduisent. Cependant, en Angleterre, Henri Mouhot est déjà connu pour sa soif de découverte et ses talents en dessin et peinture, cela lui permet d'acquérir le parrainage de la prestigieuse et vénérable Royal Geographical Society.

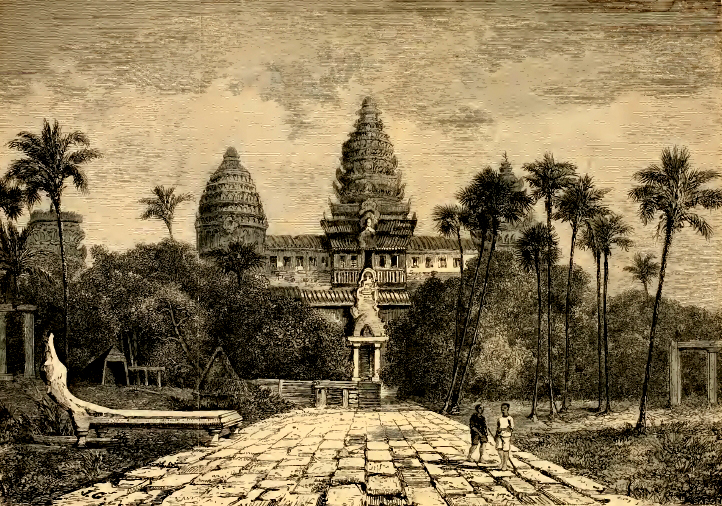
Façade d'Angkor Vat, d'après un dessin d'Henri Mouhot. Le Tour du monde. 1863. p. 297.

Après la lecture d'ouvrages sur les expéditions, notamment Description du Royaume Thai de Mgr Jean-Baptiste Pallegoix (1854) et The Kingdom and People of Siam de Sir John Bowring (1857), il décide de partir à la découverte du Siam, du Cambodge et du Laos. De Londres, il embarque sur un navire de commerce à voiles, pour Bangkok le 27 avril 1858 avec son chien Tine-Tine. Le voyage dure quatre mois. 
Henri Mouhot devient alors l'ami des rois du Cambodge Ang Duong (1796-1860), qui régna jusqu'en 1860, puis Norodom (1860-1904). Durant l'hiver 1859-60, il explore le site d'Angkor, ancienne capitale de l'empire khmer. Son récit, paru une première fois en 1863, dans la revue de géographie « Le Tour du monde », Voyage dans les royaumes de Siam, de Cambodge, de Laos et autres parties centrales de l'Indo-Chine, laisse imaginer ces pays exotiques et leurs ruines presque inaccessibles. Son impact est immédiat sur deux photographes, le Britannique John Thomson et le Français Émile Gsell qui se suivront de peu en 1866 dans ces ruines au cœur de la forêt cambodgienne.

### Laos et le dernier voyage
À l'été 1860, Henri Mouhot repart de Bangkok vers le Laos jusqu'à Luang Prabang. Le 15 août 1860, il installe son bivouac au bord de la rivière Nam Khan, affluent de la rive gauche du Mékong, à proximité du village de Ban Phanom. Il est accompagné de deux guides laotiens, il commence à ressentir une certaine lassitude, chaque geste le fatigue. Ensuite, tout s'enchaine, les notes dans son journal se font de plus en plus rares. Son journal s'interrompt à la date du 5 septembre 1860.
Puis, il succombe de la fièvre jaune et du paludisme le 10 novembre 1861 à l'âge de 35 ans.
Le lendemain, Henri Mouhot fut inhumé par ses deux fidèles guides Phrai et Dong sur les lieux mêmes de sa mort : près de l’actuel village de Ban Phanom, à 10 kilomètres de Luang-Prabang, sur la rive sud de la Nam-Khane et, probablement, au dessus du niveau des plus hautes eaux, sur un sol sablonneux, où le sol est facile à creuser,.
Les fidèles guides d'Henri Mouhot qui l'auront accompagné tout au long de son expédition, Phrai et Dong rapatrient à Bangkok ses écrits, ses carnets, ses collections, son journal, et son chien Tine-Tine qui furent rapatriés en Angleterre pour être confiés à son frère Charles.

### Gloire posthume
Henri Mouhot est un des tout premiers Français à visiter cette partie du Laos. Avec la publication de ses carnets et de ses dessins, Mouhot fait connaitre les merveilles de temples et de sites qu'il a découvert au prix de sa vie, il ouvre ainsi la voie aux expéditions, et il a su faire naitre un engouement pour l'Indochine et l'Extrême-Orient parmi les français de l'époque.
Lors de l'exposition universelle de 1878, la fougue nait pour le temple d'Angkor confirmée par l'exposition universelle de 1889, notamment auprès du jeune Henri Marchal qui sera frappé par un moulage représentant Angkor. Par la suite, Henri Marchal se passionnera pour la lecture des carnets d'Henri Mouhot ce qui déterminera sa destinée d'architecte de conservation des temples en Asie.
L'exposition Coloniale de 1922 propulse Henri Mouhot au rang des explorateurs pionniers en Asie.

### Itinéraire suivi en Asie du Sud Est
L'exploration d'Henri Mouhot a couvert 4 955 kilomètres en Asie du Sud Est, en 3 ans 6 mois et 13 jours. L'itinéraire exact, tel que répertorié dans le Tour du Monde, est le suivant ,,,: 
| Etape                           | Localité (nom d'époque)               | Localité (nom actuel)      | Chapitre du Tour du Monde | Arrivée           | Départ           |
| Préparatifs                     |                                       |                            |                           |                   |                  |
| 1                               | Londres                               | Londres                    | I                         | 27 Avril 1858     |                  |
| 2                               | Singapour                             | Singapour                  | I                         | 3 Septembre 1858  |                  |
| 3                               | Paknam                                | Pak Nam                    | I                         | 12 Septembre 1858 |                  |
| 4                               | Bangkok                               | Bangkok                    | II - V                    |                   | 19 octobre 1858  |
| Première expédition (256 km)    |                                       |                            |                           |                   |                  |
| 5                               | Ajuthia                               | Ayutthaya                  | VI                        | 23 Octobre 1858   |                  |
| 6                               | Arajiek, Phrabat                      | Phra Phuttabat             | VII                       | 13 Novembre 1858  | 14 Novembre 1858 |
| 7                               | Patawi                                | Phra Phutthachai           | VIII                      | 28 Novembre 1858  |                  |
| 8                               | Bangkok                               | Bangkok                    | VIII                      | 5 Décembre 1858   | 23 Décembre 1858 |
| Seconde expédition (2 399 km)   |                                       |                            |                           |                   |                  |
| 9                               | Golfe de Chantaboun, Roche du Lion    | Laem Sing                  | IX                        | 3 Janvier 1859    |                  |
| 10                              | Chantaboun                            | Chanthaburi                | IX                        | 4 Janvier 1859    |                  |
| 11                              | Ile de Ko-Man                         | Ko Man Nork                | IX                        | 26 Janvier 1859   |                  |
| 12                              | Ile des Patates et ile de Ko-Kram     | Ko Khram                   | IX                        | 28 Janvier 1859   |                  |
| 13                              | Ile de l'Arec                         | Chanthaburi                | X                         | 29 Janvier 1859   |                  |
| 14                              | Ven-Ven                               | Pak Nam Welu               | X                         | 1 Mars 1859       |                  |
| 15                              | Chute de Kombau, grotte du Mont Sabab | Namtok Phlio National Park | X                         |                   |                  |
| 16                              | Chantaboun                            | Chanthaburi                | XI                        |                   |                  |
| 17                              | Ko-Khut                               | Ko Kood                    | XI                        |                   |                  |
| 18                              | Koh-Khong                             | Koh Kong                   | XI                        |                   |                  |
| 19                              | Kampot                                | Kampot                     | XI                        |                   |                  |
| 20                              | Kompong-Baïe                          | Kompong Bay                | XI                        |                   |                  |
| 21                              | Udong                                 | Oudongk                    | XII                       |                   |                  |
| 22                              | Pinhalu                               | Ponhea Leu                 | XIII                      | 2 Juillet 1859    |                  |
| 23                              | Penom Penh                            | Phnom Penh                 | XIV                       |                   |                  |
| 24                              | Ile de Ko Sutin                       | Kaoh Soutin                | XV                        |                   |                  |
| 25                              | Pemptiélan                            | Peam Chilӗang              | XV                        |                   |                  |
| 26                              | Brelum                                | Bro Lam Peh                | XV                        | 16 Août 1859      | 29 Novembre 1859 |
| 27                              | Pemptiélan                            | Peam Chilӗang              | XVI                       |                   |                  |
| 28                              | Pinhalu                               | Ponhea Leu                 | XVI                       | 21 Décembre 1859  |                  |
| 29                              | Penom Penh                            | Phnom Penh                 | XVI                       |                   |                  |
| 30                              | Lac du Touli-Sap                      | Lac du Tonlé Sap           | XVI                       |                   |                  |
| 31                              | Battambang                            | Battambang                 | XVII                      |                   | 20 Janvier 1860  |
| 32                              | Ongkor                                | Angkor                     | XVIII                     | 22 Janvier 1860   | 12 Février 1860  |
| 33                              | Mont Ba-Khêng                         | Phnom Bakheng              | XIX                       |                   |                  |
| 34                              | Battambang                            | Battambang                 | XXI                       |                   | 5 Mars 1860      |
| 35                              | Ongkor-Borège                         | Mongkol Borey              | XXI                       | 8 mars 1860       | 9 mars 1860      |
| 36                              | Muang Kabine                          | Kabinburi                  | XXI                       | 28 Mars 1860      |                  |
| 37                              | Bangkok                               | Bangkok                    | XXI                       | 4 Avril 1860      | 8 Mai 1860       |
| Troisième expédition (1 250 km) |                                       |                            |                           |                   |                  |
| 38                              | Petchabury                            | Petchaburi                 | XXII                      | 11 Mai 1860       |                  |
| 39                              | Bangkok                               | Bangkok                    | XXIII                     | 1 Septembre 1860  |                  |
| 40                              | Nophabury                             | Lopburi                    | XXIV                      |                   |                  |
| 41                              | Ajuthia                               | Ayutthaya                  | XXIV                      |                   | 19 Octobre 1860  |
| 42                              | Tharua-Tristard                       | Tha Ruea                   | XXIV                      | 20 Octobre 1860   |                  |
| 43                              | Saohaïe                               | Sao Hai                    | XXIV                      | 22 Octobre 1860   |                  |
| 44                              | Khao Koc                              | Wat Tha Khlo Tai           | XXV                       |                   |                  |
| 45                              | Tchaïapoune                           | Chaiyaphum                 | XXVI                      | 28 Février 1861   |                  |
| 46                              | Saraburi                              | Saraburi                   | XXVI                      |                   |                  |
| 47                              | Bangkok                               | Bangkok                    | XXVI                      |                   | 12 Avril 1861    |
| Quatrième expédition (1 050 km) |                                       |                            |                           |                   |                  |
| 48                              | Sikiéou                               | Si Khiu                    | XXVI                      |                   |                  |
| 49                              | Korat                                 | Nakhon Ratchasima          | XXVI                      |                   |                  |
| 50                              | Penom-Wat                             | Prasat Phanom Wan          | XXVI                      |                   |                  |
| 51                              | Tchaïapoune                           | Chaiyaphum                 | XXVII                     |                   |                  |
| 52                              | Nam-Jasiea                            | Non Kok                    | XXVII                     |                   |                  |
| 53                              | Poukiéau                              | Phu Khiao                  | XXVII                     |                   |                  |
| 54                              | Leuye                                 | Loei                       | XXVII                     | 16 Mai 1861       |                  |
| 55                              | Paklaïe                               | Pak Lay                    | XXVII                     | 24 Juin 1861      |                  |
| 56                              | Thodua                                | Tha Deua                   | XXVII                     |                   |                  |
| 57                              | Luang Prabang                         | Luang Prabang              | XXVII                     | 25 Juillet 1861   |                  |
| 58                              | Na-Lê                                 | Na Le                      | XXVIII                    | 3 Septembre 1861  | 15 Octobre 1861  |

Lien vers le trajet reproduit sur Google Maps

## Expéditions en son honneur et hommages
Au mois de mai 1867, la commission française envoyée de Saïgon atteignait Luang-Prabang, et le 24 du même mois, le commandant de Lagrée, son chef, écrivait en Europe : « Nous avons trouvé partout ici le souvenir de notre compatriote Mouhot, qui, par la droiture de son caractère et sa bienveillance naturelle, s'était acquis l'estime et l'affection des indigènes. Tous ceux qui l'ont connu sont venus nous parler de lui en termes élogieux et sympathiques. »
En 1867, l'expédition conduite par Ernest Doudart de Lagrée et Francis Garnier fit aménager un monument funéraire sur sa sépulture au bord du Nam Khan (en). Il fut reconstruit en 1887 par Auguste Pavie.

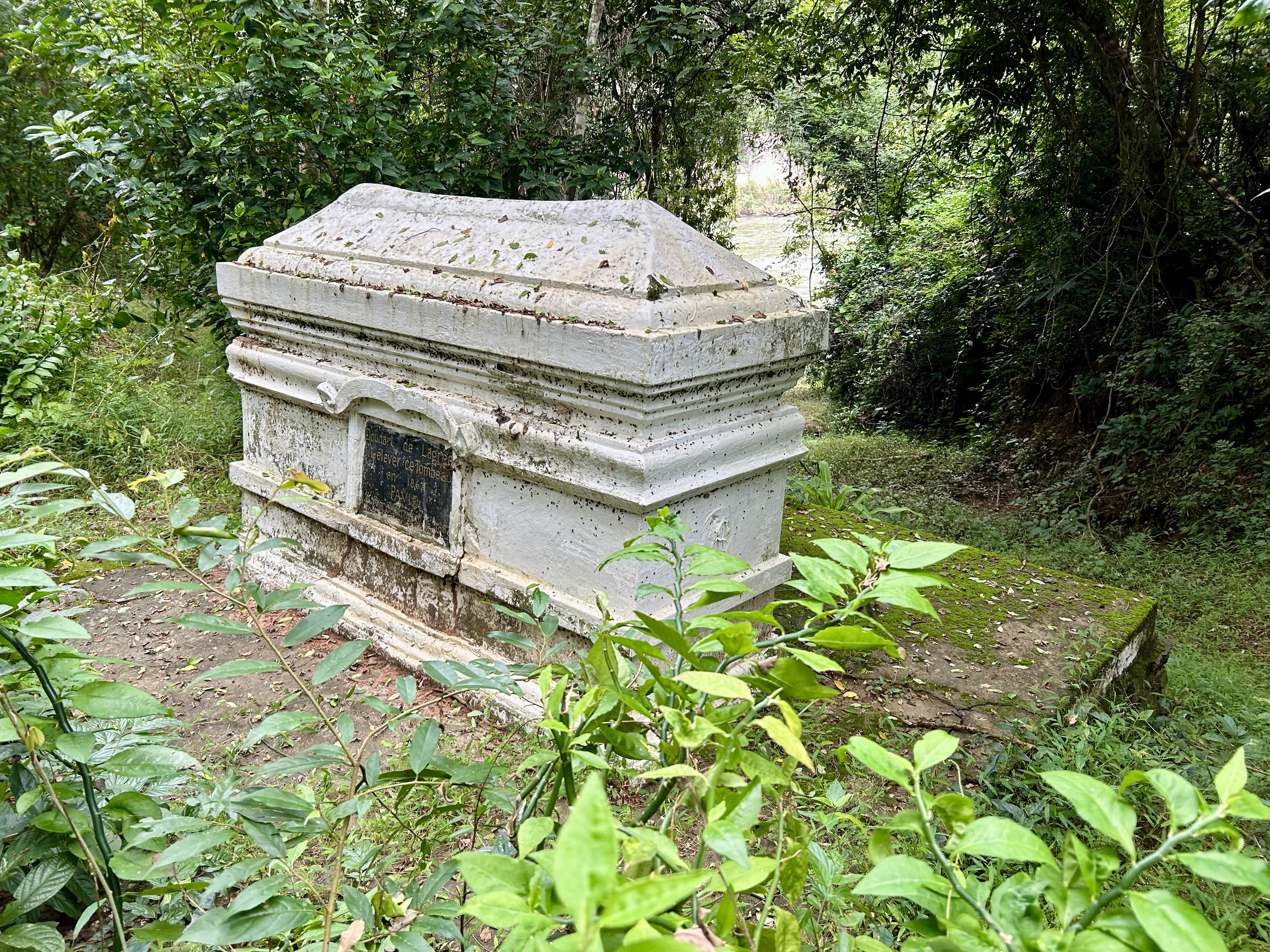
Tombe d'Henri Mouhot à Luang Prabang en 2023

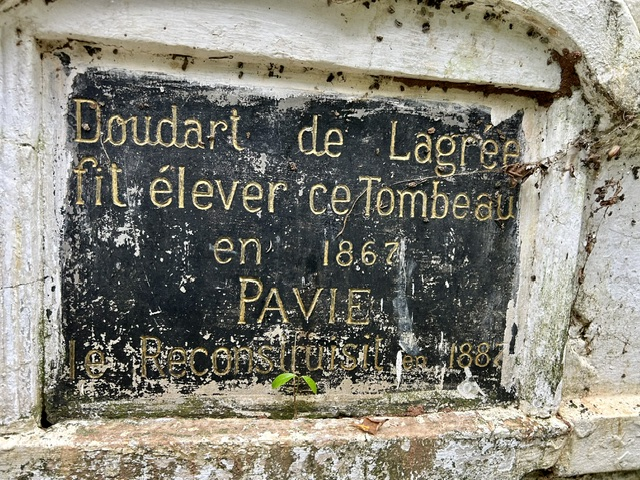
Mention de l'élévation du tombeau par le Commandant Ernest Doudart de Lagrée puis reconstruction par Pavie

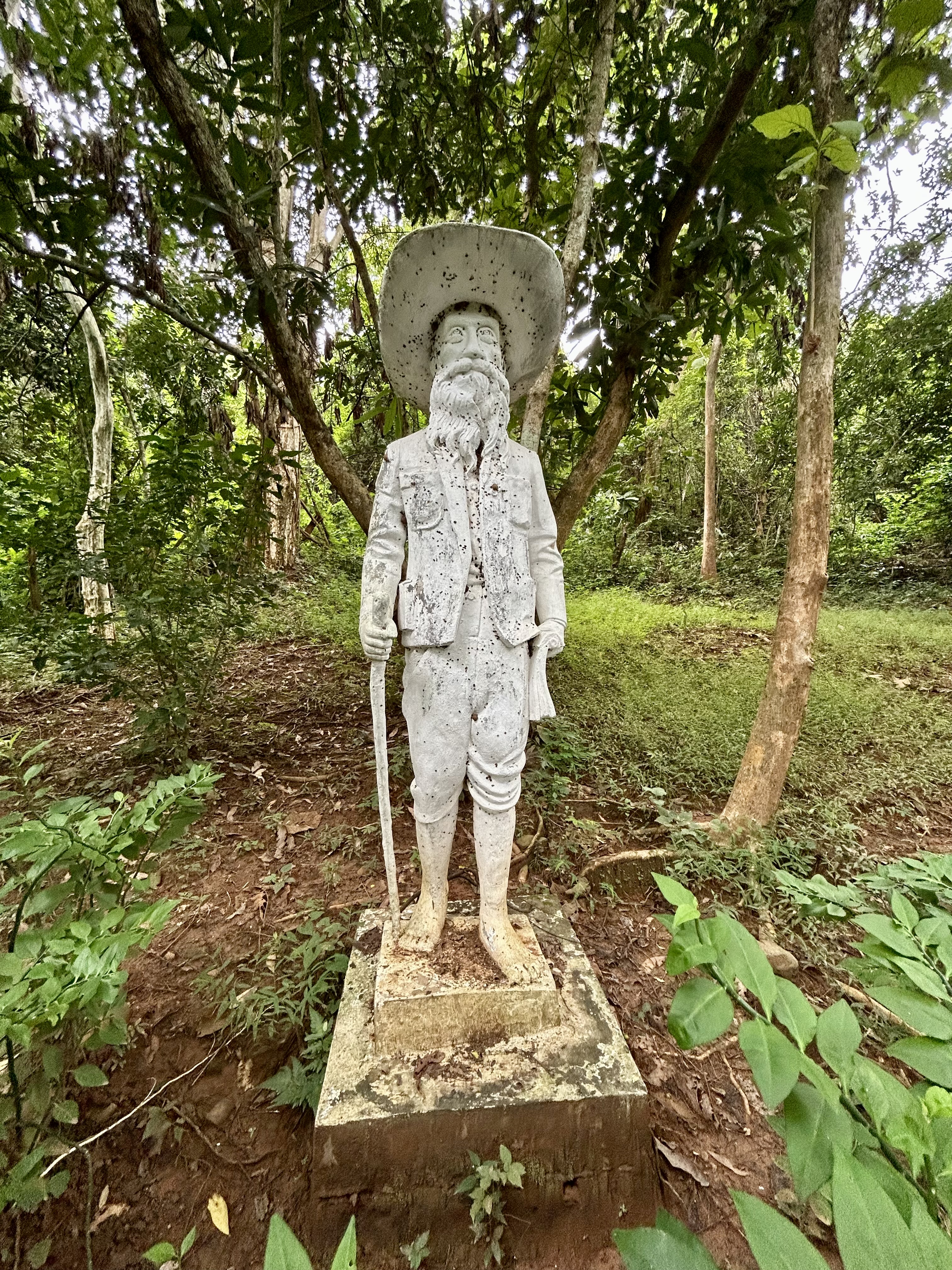
Statue d'Auguste Pavie jouxtant le tombeau d'Henri Mouhot

En 1989, Jean-Michel Strobino, historien amateur spécialiste du Laos, retrouve le monument funéraire à l'abandon et le fait restaurer grâce à la collaboration de la municipalité de Montbéliard et de l'Ambassade de France au Laos.

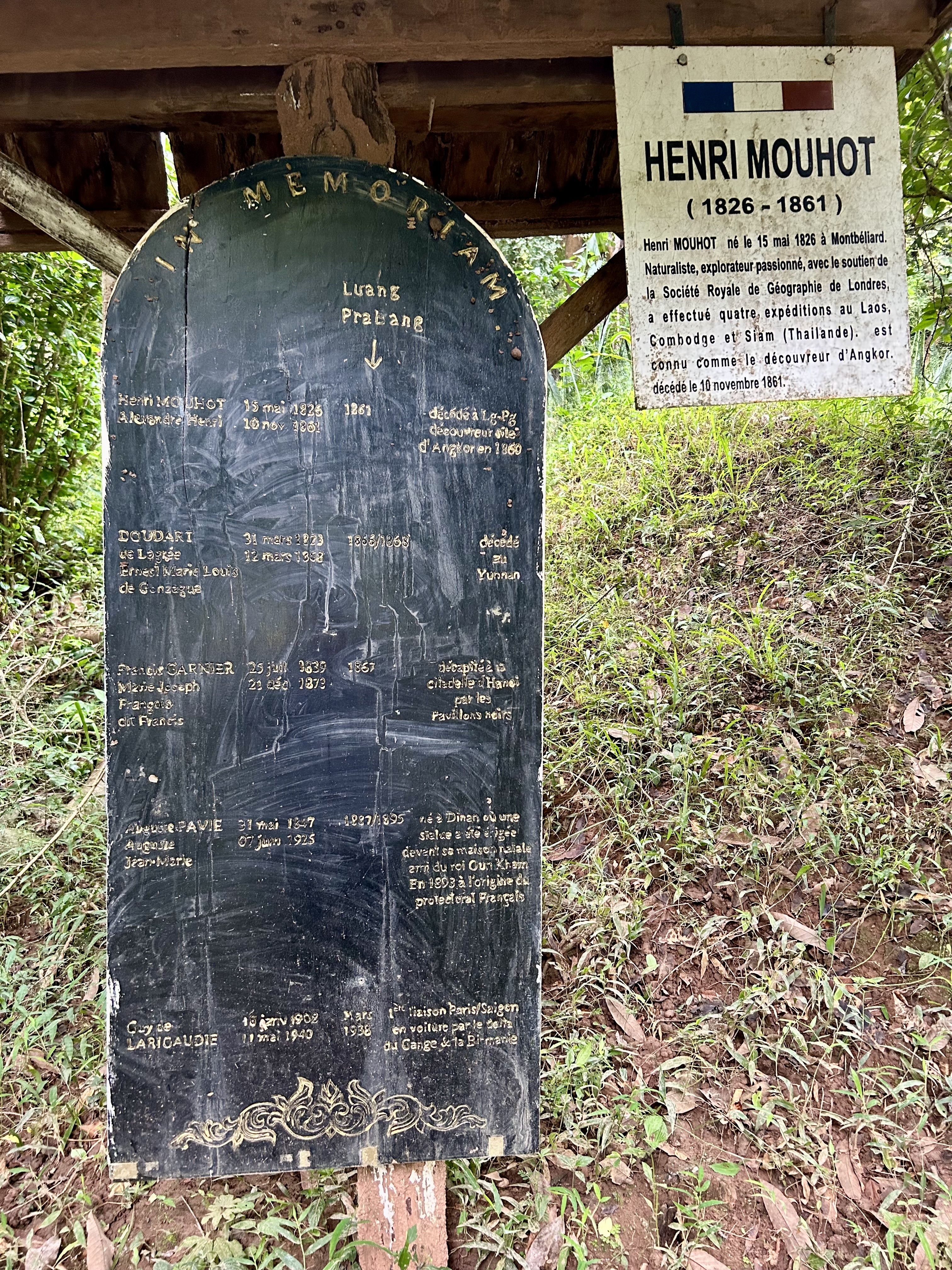
In Memoriam de la tombe d'Henri Mouhot

### Philatélie
Un timbre français à son effigie, dessiné et gravé par Pierre Bara, et 3 enveloppes premier jour ont été émis le 7 novembre 2011,.

### Zoologie
Henri Mouhot fut l'un des premiers naturalistes à collecter des invertébrés dans la région de la Thaïlande, du Cambodge et du Laos et certains genres comme le genre de scarabée Mouhotia (en) ou espèce comme l'araignée Poltys mouhoti ont été nommés en son honneur.

### Vie personnelle
Ce sont les notes de voyages d'Henri Mouhot détenues par Ann Park, l'épouse d'Henri Mouhot qui a permis de publier en 1868 l'ouvrage Voyages au Pays de Siam, de Cambodge et de Laos et autres parties de l'Indo-Chine. 
Ann, son épouse, appartient à la famille de l’explorateur écossais Mungo Park, en effet, Ann et sa sœur Jenny sont les petites nièces de Mungo Park. Cependant, l'acte de naissance de Mouhot conservé à Montbéliard, sa ville natale, ne porte aucune mention en marge de mariage mais il ne comporte pas davantage de mention de son décès[réf. nécessaire].
Son frère Charles (né le 12 décembre 1828), marié à Jenny, la sœur d'Anne, épouse de Henri apparait comme rédacteur de certaines préfaces de ses livres ou encore comme co-auteur.

## Ouvrages
- 1868 avec Ferdinand de Lanoye et une préface du frère de Charles Mouhot (son frère) : Voyages au Pays de Siam, de Cambodge et de Laos et autres parties de l'Indo-Chine avec une carte et 28 Gravures, PARIS, Librairie de L. Hachette et Cie, 1868, 421 p..